# Quararibea parviflora
Quararibea parviflora är en malvaväxtart som beskrevs av Cyrus Longworth Lundell. Quararibea parviflora ingår i släktet Quararibea och familjen malvaväxter. Inga underarter finns listade i Catalogue of Life.